# Тиоцианат железа(III)
Тиоцианат железа(III) — неорганическое соединение, соль металла железа и роданистоводородной кислоты с формулой Fe(SCN)3,
растворяется в воде,
образует кристаллогидрат — красные кристаллы.

## Получение
- Обменными реакциями:

{\displaystyle {\mathsf {Fe_{2}(SO_{4})_{3}+3Ba(SCN)_{2}\ {\xrightarrow {}}\ 2Fe(SCN)_{3}+3BaSO_{4}\downarrow }}}
- Нейтрализация раствора роданистоводородной кислоты свежеосаждённым гидроксидом железа(III):

{\displaystyle {\mathsf {Fe(OH)_{3}+3HSCN\ {\xrightarrow {}}\ Fe(SCN)_{3}+3H_{2}O}}}

## Физические свойства
Тиоцианат железа(III) образует кристаллогидрат Fe(SCN)3•3H2O — парамагнитные красные гигроскопичные кристаллы,
растворимые в воде, этаноле, эфире,
трудно растворимы в сероуглероде, бензоле, хлороформе, толуоле.
Водные растворы содержат димеры Fe[Fe(SCN)6]•6H2O.

## Химические свойства
- С тиоцианатами других металлов образует координационные соединения гексатиоцианатоферраты(III), например Li3[Fe(SCN)6]•n H2O, Na3[Fe(SCN)6]•12H2O, K3[Fe(SCN)6]•4H2O, Cs3[Fe(SCN)6]•2H2O, (NH4)3[Fe(SCN)6]•4H2O.